# Droga wojewódzka 105
Die Droga wojewódzka 105 (DW 105) ist eine Woiwodschaftsstraße in Polen. Sie verbindet die pommerschen Orte Świerzno (Schwirsen) bzw. Rzesznikowo (Reselkow) mit der Kreisstadt Gryfice (Greifenberg). Die gesamte Strecke beträgt 40 Kilometer.
Die Straße verläuft innerhalb der Woiwodschaft Westpommern und deren Kreise Kamień Pomorski (Cammin/Pommern) und Gryfice (Greifenberg).

## Straßenverlauf
Woiwodschaft Westpommern

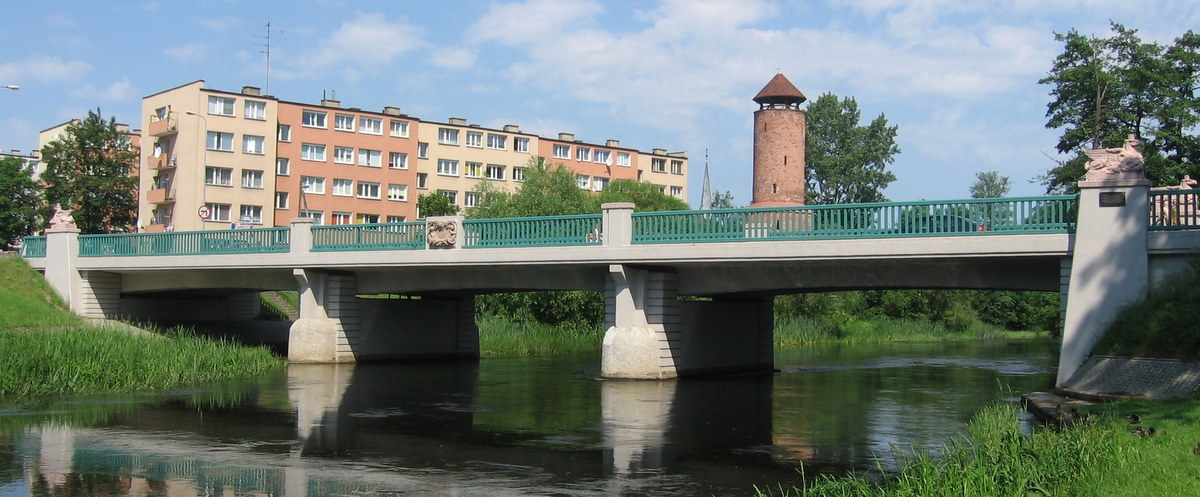
Die Brücke der DW 105 über die Rega bei Gryfice (Greifenberg)

- Powiat Kamieński (Kreis Cammin/Pommern)
  - Świerzno (Schwirsen) (DW 103 → Kamień Pomorski (Cammin/Pommern) bzw. → Trzebiatów (Treptow an der Rega))
  - Stuchowo (Stuchow)

- Powiat Gryficki (Kreis Greifenberg)
- X Kleinbahnlinie: Gryfice (Greifenberg) – Stepnica (Stepenitz) X
- X Staatsbahnlinie 402: Goleniów (Gollnow) – Koszalin (Köslin) X
  - Gryfice (Greifenberg) (DW 109 → Trzebiatów (Treptow an der Rega) – Mrzeżyno (Deep) bzw. → Płoty (Plathe), und DW 110 → Cerkwica (Zirkwitz) – Lędzin (Lensin))

- ~ Rega ~
- ~ Lubieszowa (Lübsow) ~
  - Brojce (Broitz)
  - Kiełpino (Kölpin)
  - Smokęcino (Schmuckenthin)
  - Rzesznikowo (Reselkow) (DK 6 = Europastraße 28 → Nowogard (Naugard) – Goleniów (Gollnow) – Szczecin (Stettin) – Kołbaskowo (Kolbitzow)/Deutschland (Bundesautobahn 11 Richtung Berlin) bzw. → Koszalin (Köslin) – Słupsk (Stolp) – Gdynia (Gdingen) – Pruszcz Gdański (Praust))